# Jean-Baptiste de La Salle
Pour les articles homonymes, voir La Salle.
 (avril 2025).
Si vous disposez d'ouvrages ou d'articles de référence ou si vous connaissez des sites web de qualité traitant du thème abordé ici, merci de compléter l'article en donnant les références utiles à sa vérifiabilité et en les liant à la section « Notes et références ».
Saint Jean-Baptiste de La Salle, né le 30 avril 1651 à Reims et mort le 7 avril 1719 au manoir de Saint-Yon, dans les faubourgs de Rouen, est un ecclésiastique français et un innovateur dans le domaine de la pédagogie, qui a consacré sa vie à éduquer les enfants pauvres. Il est le fondateur de l'institut des Frères des écoles chrétiennes. Canonisé en l'an 1900, il est fêté le 7 avril.

## Biographie

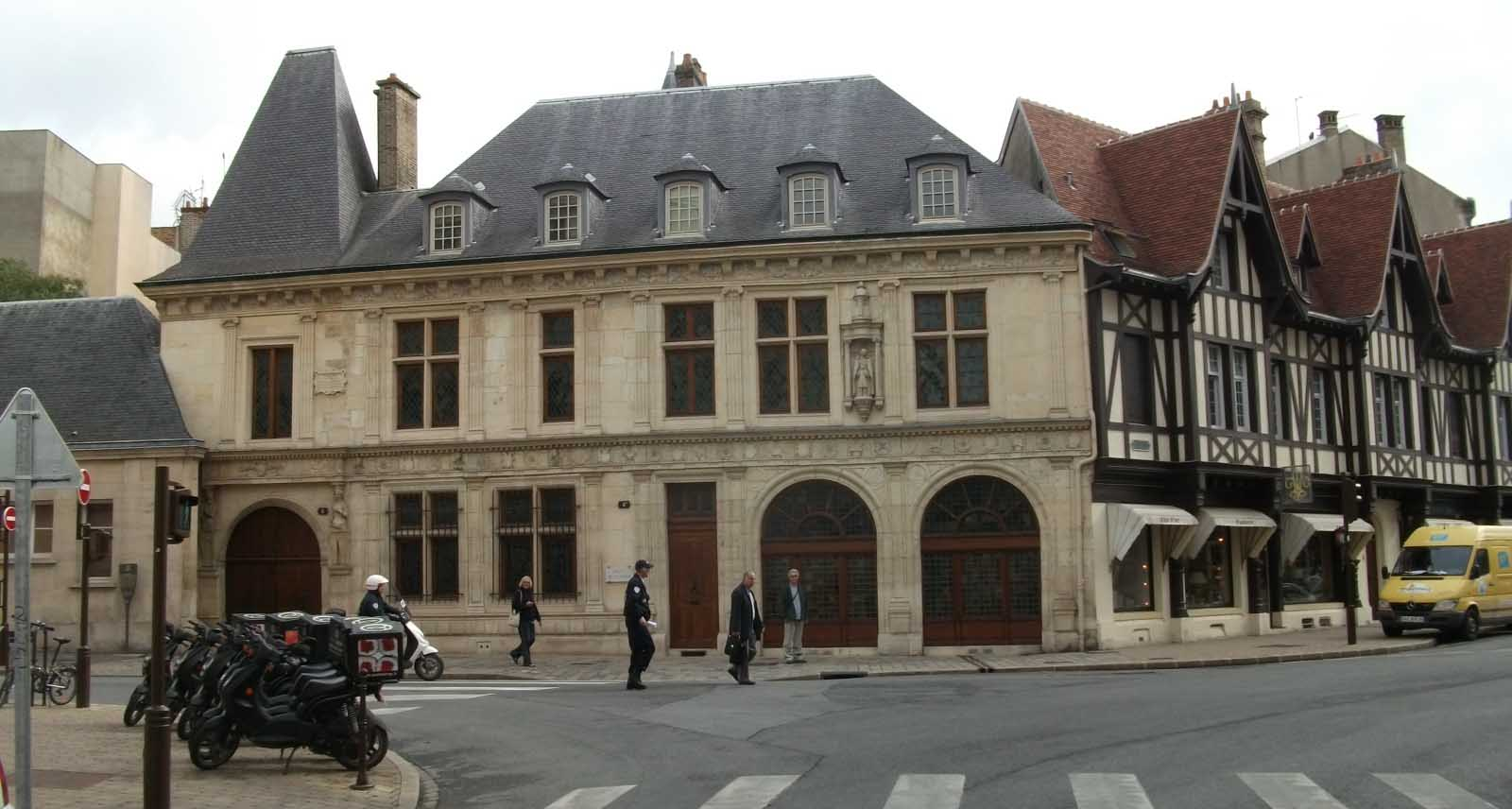
Hôtel de La Salle à Reims.

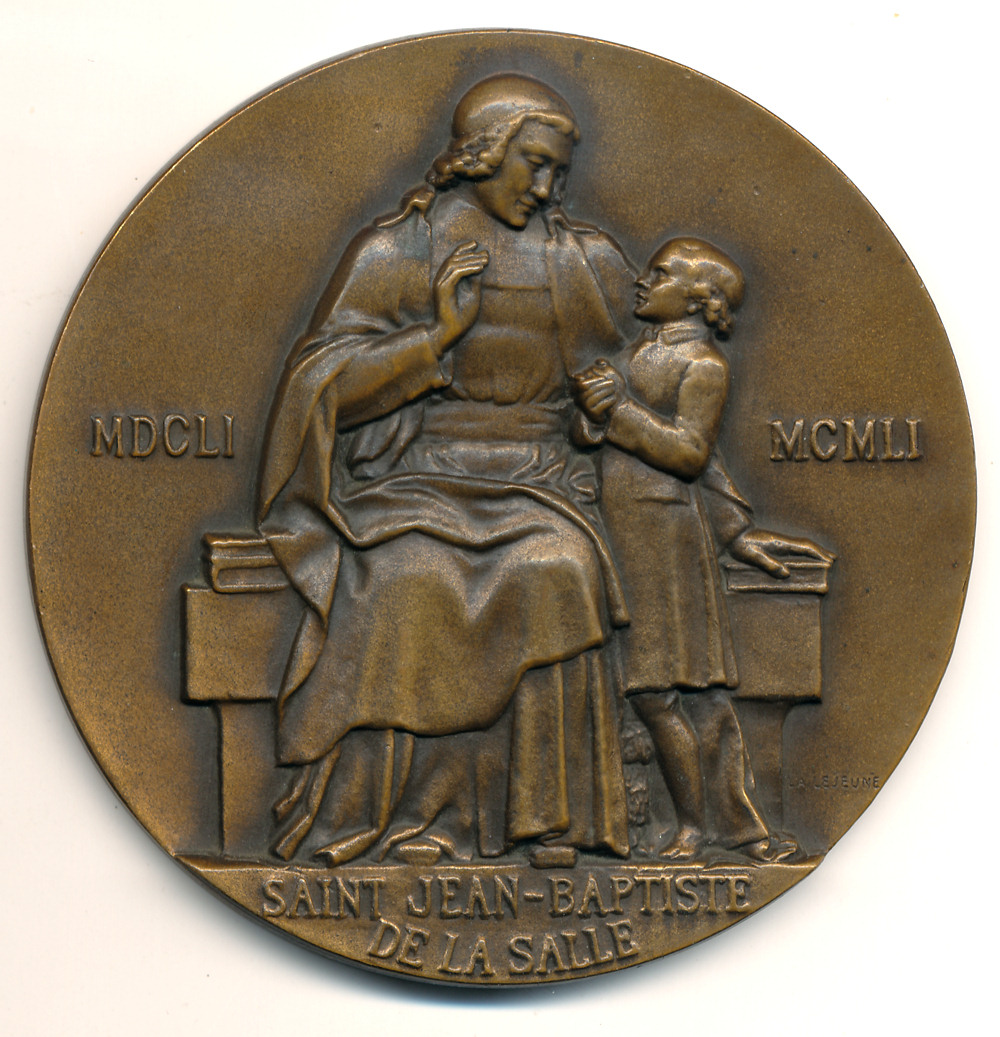
Médaille éditée pour le 3e centenaire de sa naissance en 1951. Signée Louis-Aimé Lejeune, bronze 69 mm.

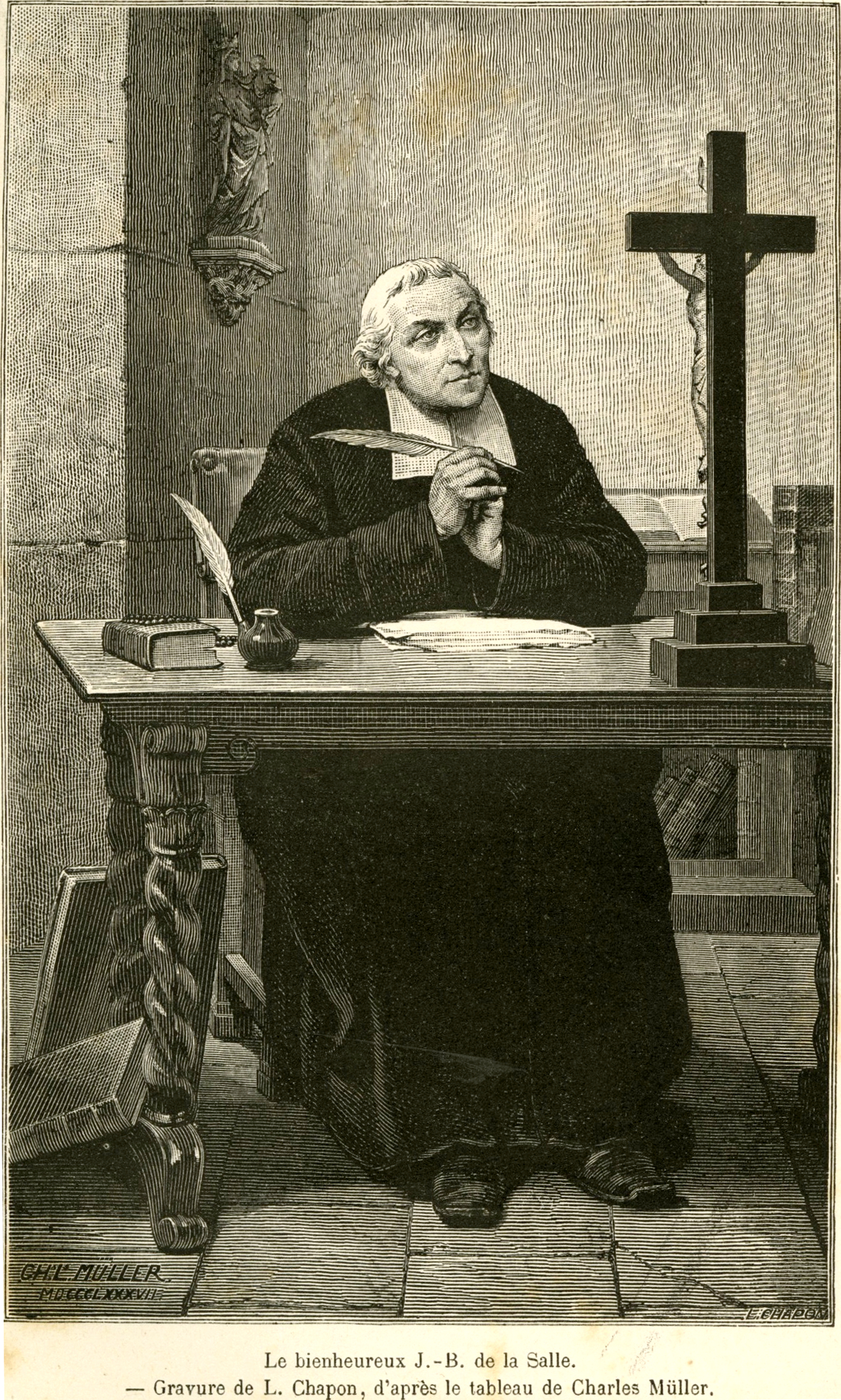
Jean-Baptiste de La Salle gravé par L. Chapon, d'après Charles Müller, 1887.

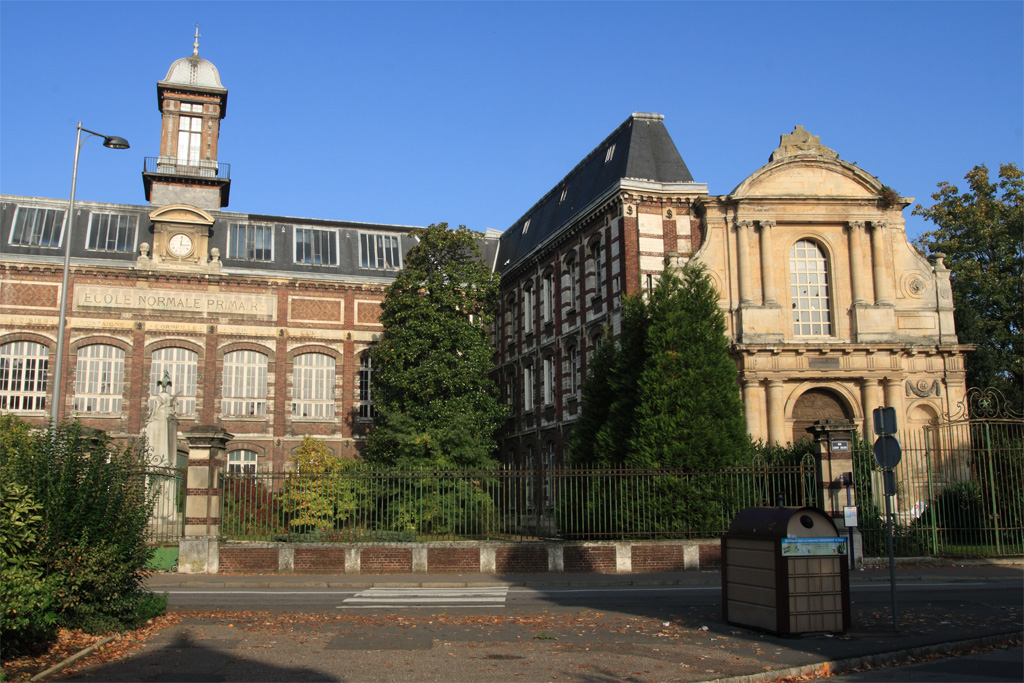
L'ancienne école normale d'instituteurs et la chapelle du manoir Saint-Yon à Rouen.

Né dans une famille noble de juristes, aîné de onze enfants (trois filles et huit garçons), il est le fils de Louis de La Salle, conseiller au présidial de Reims, et de Nicole de Moët de Brouillet. La famille vit dans l'hôtel de La Salle à Reims, encore visible, actuellement 6, rue du Dr-Jacquin.
Son père le destine à une carrière juridique, mais Jean se sent la vocation religieuse. Tonsuré à 11 ans, il se destine à la prêtrise. Formé à la Sorbonne et au séminaire de Saint-Sulpice à Paris, dont la spiritualité le marque profondément, il devient dès le 7 janvier 1667 chanoine à Reims, étudie la théologie à Paris à partir de 1670. À la mort de ses parents, il assume la gestion des affaires familiales et achève ses études en théologie. Ordonné prêtre le 9 avril 1678, il est reçu en 1680 docteur en théologie.
Dans sa ville natale, on lui confie la fondation d'écoles paroissiales pour enfants pauvres. Dès 1679, il rencontre Adrien Nyel et fonde pour les pauvres une école gratuite et en 1681 il loge chez lui certains instituteurs pauvres. En 1683 il résigne son canonicat et fonde le 25 mai 1684 la congrégation des Frères des Écoles chrétiennes. Par la suite, il ouvre des écoles professionnelles, des écoles du dimanche, des maisons d'éducation pour les enfants des rues. Beaucoup s'opposent à la fondation des Frères des écoles chrétiennes, mais Jean-Baptiste de La Salle insiste et va jusqu'au bout de son projet.
Il s'aperçoit alors que ce qui manque le plus aux enfants ce sont des maîtres de valeur. Il recrute donc de jeunes maîtres auxquels il propose une forme de vie consacrée à Dieu qui leur laisserait cependant leur caractère laïque. À leur intention, il rédige une sorte de règle dans cet esprit. Ainsi se forme le noyau du futur Institut des Frères des écoles chrétiennes, voué à l'instruction et à l'éducation des enfants des milieux populaires. Pour la formation à la fois spirituelle et pédagogique des frères, il ouvre en 1692 à Vaugirard le premier noviciat et en 1698 achève de mettre au point les règles de la congrégation.
En 1685, il fonde à Reims un séminaire qui constitue une véritable école normale d'instituteurs, innovation qui n'a pas alors d'équivalent, en dehors de la formation assurée à leurs religieux par les jésuites pour l'enseignement des milieux plus aisés. En 1688, il ouvre les premières écoles à Paris, la première au 12, rue Princesse dans le 6e arrondissement, où il vient s'installer.
En 1694, il est élu supérieur de la nouvelle congrégation et la dote d'une règle plus élaborée. Il poursuit son œuvre pédagogique et spirituelle, rédigeant notamment un ensemble d'ouvrages à l'intention des maîtres.
Appelé à Rouen en 1705 par Jacques Nicolas Colbert, archevêque de cette ville, il ouvre un pensionnat à Saint-Yon et y fait venir, en 1714, le noviciat de Paris. En octobre 1713, il passe par Grenoble et y séjournera jusqu'au 10 août 1714 avant de repartir vers Paris. Au cours de ce séjour dans l'une de ses écoles fondée dans le quartier Saint-Laurent en 1707, il part incognito visiter le monastère de la Grande-Chartreuse non loin de là, afin de s'y ressourcer, et apprend de retour à Grenoble que certaines de ses écoles du Nord de la France sont sur le point de faire scission. Atteint de rhumatismes, il demande au directeur de l'établissement de la rue Saint-Laurent dans lequel il loge de se rendre à sa place dans ces établissements afin de résoudre le problème. En contrepartie, Jean-Baptiste de La Salle assurera les cours aux écoliers grenoblois durant toute l'absence de leur directeur.
Vers la fin de sa vie, il se démet de ses fonctions. Il meurt dans la maison-mère qu'il a fixée à Rouen. Après sa mort, son institut continue à se développer rapidement en France et dans le monde entier, servant volontiers de référence aux congrégations enseignantes.
Deux innovations sont à noter : la leçon est donnée non individuellement mais dans une classe, et l'on apprend à lire en français et non en latin. Ces nouveautés ont bouleversé la pédagogie en France.
Il est inhumé dans une chapelle de l'église Saint-Sever. En 1734, son corps est ramené à Saint-Yon dans la chapelle de son pensionnat, puis en 1835 dans celle de l'École normale de Rouen. Ses restes sont ensuite placés, en 1888, à l'occasion de sa béatification, dans la chapelle du pensionnat Jean-Baptiste-de-La-Salle, toujours à Rouen. Cependant, à la suite des persécutions anticléricales du début du XXe siècle,, les restes sont déplacés à Lembeek en Belgique le 29 juin 1906 puis à Rome le 25 janvier 1937, où ils sont toujours conservés par la Maison-mère de l'Institut des Frères des écoles chrétiennes.

## Béatification et canonisation

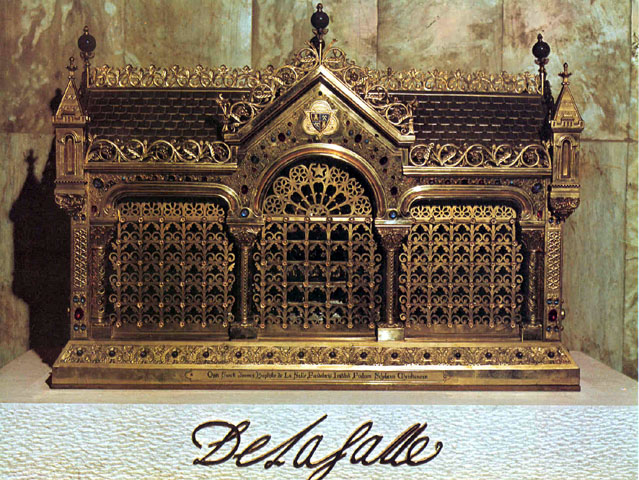
Reliquaire de l'Institut à Rome.

Son procès de béatification commence en 1835 et, le 8 mai 1840, il est déclaré vénérable. Il est proclamé bienheureux le 19 février 1888 et canonisé le 24 mai 1900 par le pape Léon XIII. En 1937, ses reliques sont transférées à Rome. Le 15 mai 1950, le pape Pie XII le fait « patron de tous les éducateurs »,.
Il est fêté le 7 avril selon le Martyrologe romain.

## Précurseurs et inspirateurs
Le mérite de Jean-Baptiste de La Salle est d'avoir rassemblé en une construction vaste et bien assise les essais épars et éphémères de pédagogues chrétiens qui l'ont précédé, parmi lesquels :
- Sainte Angèle Mérici (1474–1540), en Italie du Nord. Fondatrice des Ursulines, qui arrivent en France vers 1600 ;
- Charles Démia (1637–1689), prêtre lyonnais qui créa écoles, séminaires de maîtres, congrégation féminine enseignante ;
- Adrien Bourdoise (1583–1655), prêtre ami de Vincent de Paul. Il proclamait partout l'importance de l'école ;
- Nicolas Roland (1642–1678), prêtre rémois béatifié en 1994, qui fut durant quelques années le guide spirituel de Jean-Baptiste de La Salle. Il fonda à Reims les Sœurs de l'Enfant-Jésus pour l'éducation des petites filles pauvres, montrant la route au fondateur des Frères ;
- Nicolas Barré (1621–1686), religieux, brillant professeur de théologie, qui enseigna à Rouen et à Paris. Lui aussi fonda des écoles de charité pour filles, puis pour garçons. J.-B. de La Salle le consultait avant toute décision importante ;
- Adrien Nyel (1635–1687), laïc entièrement donné à l'éducation des garçons pauvres, dans le désintéressement le plus total. Catéchiste et pédagogue de valeur, il ouvrit des écoles à Rouen puis à Reims. J.-B. de La Salle lui emboîta le pas[12].

## Filiation spirituelle
La vie de Jean-Baptiste de La Salle a débordé l'organisme de son Institut, et suscité la fondation d'œuvres similaires à la sienne. Son esprit a inspiré les règlements de douze Congrégations enseignantes de Frères français entre 1816 et 1842. En 1904, ces congrégations totalisaient 20 311 religieux, 1 682 établissements et 201 332 élèves.
En France, les Sœurs des écoles chrétiennes de la Miséricorde, fondée par sainte Marie-Madeleine Postel (1756–1846), dans l'ancienne abbaye de Saint-Sauveur-le-Vicomte (Manche), ont adopté les règles et les constitutions de saint Jean-Baptiste de La Salle.
À l'étranger voient le jour des congrégations d'hommes et de femmes qui font référence également à Jean-Baptiste de La Salle, comme les Christian Brothers en Irlande. Cet institut, fondé en 1808 par le père Edmond Rice,, possède les mêmes règles que les Frères des écoles chrétiennes et le même blason ; seul le costume est différent.

## Hommages

### En Europe

#### France

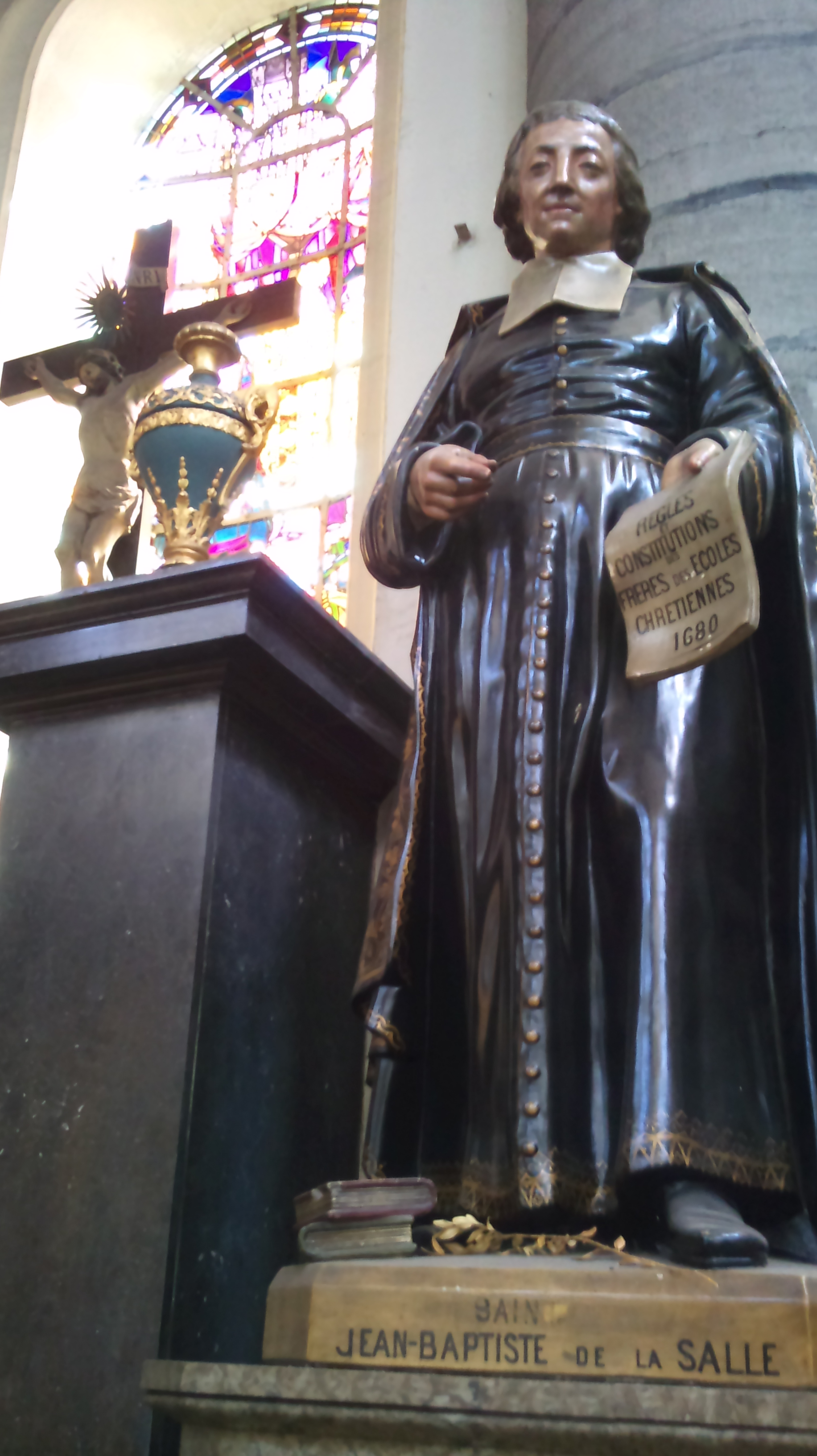
Statue de saint Jean-Baptiste de la Salle à Saint-Pierre de Douai.

- Alès : collège et lycée Saint-Jean-Baptiste-de-La-Salle.
- Amiens : ensemble scolaire Saint-Jean-Baptiste-de-La-Salle.
- Angers : groupe Sacré-Coeur-La-Salle.
- Annecy : école et collège La-Salle.
- Avignon : ensemble scolaire Jean-Baptiste-de-La-Salle.
- Bayonne : ensemble scolaire La-Salle-Saint-Bernard.
- Beauvais : UniLaSalle.
- Bordeaux et Talence, ensemble scolaire privé Saint-Genès-La-Salle
- Boulogne-sur-Mer : collège Godefroy-de-Bouillon-La-Salle, un établissement qui se revendique Lasallien.
- Bourges : ensemble scolaire Jean-Baptiste-de-La-Salle.
- Charleville-Mézières : Collège Saint-Jean-Baptiste-de-La-Salle
- Douai : statue dans la Collégiale Saint-Pierre de Douai.
- Grenoble : collège privé catholique de La-Salle à L'Aigle. Le collège de La-Salle est l'héritier des écoles des Frères des écoles chrétiennes fondées à Grenoble en 1708.
- Guidel : collège Saint-Jean-Baptiste-de-La-Salle
- Joué-lès-Tours, groupe scolaire Saint-Gatien-La-Salle
- Laval (Mayenne) : collège Jean-Baptiste-de-La-Salle
- Le Portel : école primaire privée Saint-Jean-Baptiste-de-La-Salle
- Lille : ensemble scolaire La-Salle.
- Longuyon en Meurthe-et-Moselle, 54260, une chapelle porte son nom.
- Lyon : centre scolaire Saint Jean-Baptiste de La Salle (collège, lycée général et technologique, enseignement supérieur 1er cycle).
- Marseille : collège Saint-Bruno-La-Salle
- Metz : Institution de La-Salle Metz
- Nancy : école primaire privée Saint-Jean-Baptiste-de-La-Salle
- Nantes : ensemble Saint-Felix-La-Salle
- Paris : église Saint-Jean-Baptiste-de-La-Salle, rue Saint-Jean-Baptiste-de-La-Salle
- Pont l'Abbé d'Arnoult : ensemble scolaire La Salle-Saint-Louis
- Pruillé-le-Chétif : groupe scolaire Saint-Joseph-La-Salle.
- Reims, Benoît Langénieux fit construire, dès 1898, l'église placée sous son nom. Une statue est visible sur la façade de sa maison familiale. Une rue de Reims porte son nom ainsi qu'un lycée.
- Rennes : école technique Jean-Baptiste-de-La-Salle.
- Rochefort (Charente-Maritime) : école et collège Sainte-Marie-de-la-Providence-La-Salle
- Rouen : église Saint-Jean-Baptiste-de-La-Salle construite en 1962 ; fontaine Jean-Baptiste de La Salle[16], œuvre de Alexandre Falguière, inaugurée le 2 juin 1875 ; école, collège et lycée Jean-Baptiste de La Salle, UniLaSalle
- Saint-Denis (Seine-Saint-Denis) : ensemble scolaire Jean-Baptiste-de-La-Salle-Notre-Dame-de-la-Compassion.
- Saint-Martin-Boulogne : collège Nazareth-La-Salle.
- Sarreguemines : ensemble scolaire La-Salle.
- Toulouse : ensemble scolaire (maternelle, primaire, collège) Jean-Baptiste-de-La-Salle.
- Troyes : groupe Saint-Joseph-La-Salle Troyes.
- Valenciennes : école et collège Saint-Jean-Baptiste-de-La-Salle
- Villeneuve-d'Ascq : ensemble scolaire Saint-Adrien-La-Salle

#### Belgique et Pays-Bas
- Bruxelles (Belgique) : institut Saint-Jean-Baptiste-de-La-Salle
- Chatelet (Belgique) : place Jean-Guyoz, Institut Saint-Joseph
- Tamines (Belgique) : communauté éducative Saint-Jean-Baptiste ; école catholique fondamentale (enseignement maternel et primaire) et secondaire
- Wavre (Belgique) : école Jean-Baptiste
- Amsterdam (Pays-Bas) : la rue De La Sallestraat

### Au Québec
Attention : Plusieurs lieux ou écoles nommés de La Salle au Canada font en fait référence à René-Robert Cavelier de La Salle, explorateur né à Rouen en 1643. Chaque référence ci-dessous mériterait donc d'être validée en conséquence.
À Québec, l'édifice Jean-Baptiste-De La Salle est nommé en sa mémoire. Une rue porte aussi son nom dans le quartier Saint-Roch.
Le quartier Hochelaga-Maisonneuve à Montréal, dont le tissu social offre une certaine analogie avec celui desservi par Jean-Baptiste de La Salle et ses confrères au XVIIe siècle, est assez marqué par lui. En effet, il existe une Avenue de La Salle dans ce quartier de Montréal (Québec). Son nom remplace celui d'Avenue Charles-Henri. Il y existe également une église Saint-Jean-Baptiste-De-La-Salle, et une école, attenante, sur le boulevard Pie-IX.
À Trois-Rivières, au Québec, les Frères des écoles chrétiennes établissent, en 1907, l'Académie de La Salle et encore aujourd'hui, une école secondaire de cette ville porte ce nom et surnommée « DLS ». De même qu'à Ottawa, Ontario, un établissement pour garçons a porté le nom d'Académie de La Salle à partir de 1899 jusqu'à 1970 pour ensuite déménager et devenir l'école secondaire publique De La Salle pour garçons et filles. En 1983, cette école devient un Centre de douance ainsi qu'un Centre d'excellence artistique.
Il existait également le couvent Mont-de-La Salle à Laval au Québec qui a été nommé en son honneur en 1914, mais aujourd'hui devenue l'école secondaire Mont-de-La Salle. L'arrondissement LaSalle à Montréal (ni le Collège LaSalle qui tire son nom de cet arrondissement) n'est pas nommé ainsi du fait de Jean-Baptiste de La Salle, mais plutôt de René-Robert Cavelier de La Salle, bien que la mention d'une propriété de sa famille dans la région de Rouen (Haute-Normandie, France), laisse penser à un lien, si ce n'est familial, à tout le moins d'affaires (vente de propriété).

### Ailleurs
- Arequipa (Pérou) : collège de La Salle
- Bangkok (Thaïlande) : rue La Salle à Soi Sukhumvit 105
- Casablanca (Maroc): collège de La Salle
- Chicago (États-Unis) : de La Salle Institute
- Cusco (Pérou) : collège de La Salle
- George Town (Malaisie) : Proto-cathédrale de l'Assumption
- Le Caire (Égypte) : collège de La Salle
- Lomé (Togo) : Collège Saint Jean-Baptiste de La Salle
- Lomé (Togo) : Communauté catholique Saint Jean-Baptiste de La Salle
- Manille (Philippines) : Université de La Salle-Manille
- Merida (Venezuela) : le collège La Salle
- Minneapolis (États-Unis) : DeLaSalle High School(en)
- Ouagadougou (Burkina Faso) : collège Saint Jean-Baptiste de La Salle
- Philadelphie (États-Unis) : université La Salle
- Puebla (Mexique) : Colegio de La Salle Benavente et Universidad de La Salle

## Principales innovations pédagogiques
(février 2025).
- Il est un précurseur dans la fondation des Écoles normales primaires, qu'il appela « séminaires pour les maîtres de la campagne », pour assurer la première et fondamentale nécessité de l'école : la préparation morale et culturelle des enseignants[19]. Avant lui, les écoles étaient sans organisation et sans lien entre elles. Le recrutement et la formation des maîtres n'offraient que de médiocres garanties ;
- Il a fondé la première congrégation religieuse d'hommes, les Frères des écoles chrétiennes, constituée exclusivement de laïcs, et dédiée aux écoles chrétiennes ;
- Il a fait triompher la méthode simultanée par niveau dans l'enseignement primaire. Auparavant le maître s'occupait de l'élève de manière individuelle ;
- Contrairement à l'usage, il a donné la priorité à l'apprentissage de la lecture et de l'écriture de la langue maternelle ; l'étude de la langue latine est remise à plus tard, si nécessaire ;
- Il a voulu la gratuité dans l'enseignement primaire dans les écoles qu'il avait fondées, devançant les gouvernements les plus progressistes ;
- Il a organisé, avant tout autre, les écoles du soir et du dimanche[20] pour les jeunes travailleurs ;
- Pour faciliter la vie active des jeunes, il a préconisé un enseignement en quatre points : lire, écrire, calculer, dessiner ; les exercices s'inspirant des besoins du monde du travail (petit commerce et artisanat).

## Œuvres
- Jean-Baptiste de La Salle, Œuvres complètes, Maison Saint-Jean-Baptiste de La Salle, 476, Via Aurelia, 00165, Rome, Éditions des Frères des écoles chrétiennes, 1993, réunit les ouvrages suivants :
  - Exercices de piété à l'usage des écoles chrétiennes (1697) ;
  - Instructions et Prières pour la Sainte Messe (1697) ;
  - Règle du Frère Directeur (v. 1700) ;
  - Instructions et prières pour la Confession et la Communion (1702) ;
  - Les Règles de la bienséance et de la civilité chrétienne (1702) ;
  - Cantiques spirituels à l'usage des Frères des écoles chrétiennes (1703) ;
  - Règles communes de l'Institut des Frères des écoles chrétiennes (1705) ;
  - Conduite des écoles chrétiennes (1706) ;
  - Recueil de différents petits traités à l'usage des Frères des écoles chrétiennes (1711) ;
  - Mémoire sur l'habit ;
  - Explication de la Méthode d'Oraison ;
  - Méditations pour les Dimanches ;
  - Méditations pour les Fêtes ;
  - Méditations pour le Temps de la Retraite.
- Syllabaire français (v. 1698).

## Filmographie
- El Señor de La Salle, long-métrage espagnol (1964) réalisé par Luis Cesar Amadori avec Mel Ferrer[21].

## Bandes dessinées
- Gaston Courtois et Robert Rigot, Saint Jean-Baptiste de La Salle, collection Belles Histoires et Belles Vies, Éditions Fleurus, 1959.
- Gaston Durnez, De Koene Edelman, biographie traduite en français sous le titre La Vie extraordinaire de Jean-Baptiste de la Salle, dans un album de Bob de Moor, Éditions Jonas, 1979.
- René Berthier, Alain Houry (FEC), Marie-Hélène Sigaut, Jean Baptiste de La Salle et le journal d'une fraternité du service de la jeunesse, Collection Les grandes heures des chrétiens, Éditions Univers-Media, Paris, 1980.